# Ризофора загострена
Різофора загострена (лат. Rhizophora mucronata) — вид рослин родини ризофорових. Є однією з основних мангрових рослин.

## Опис
Гіллясте вічнозелене дерево, що досягає висоти 25 м, рідко до 30 м і навіть 35 м. Діаметр стовбура може досягати 50-70 см, причому до 35-40 років — 19 см. Характерні численні розгалужені повітряні опорні корені. На плантаціях виростає у висоту на 6 м за 7 років. Одна з найбільш стійких до солі рослин, може переносити солоність 40 ‰, однак оптимальною є 8-33 ‰.

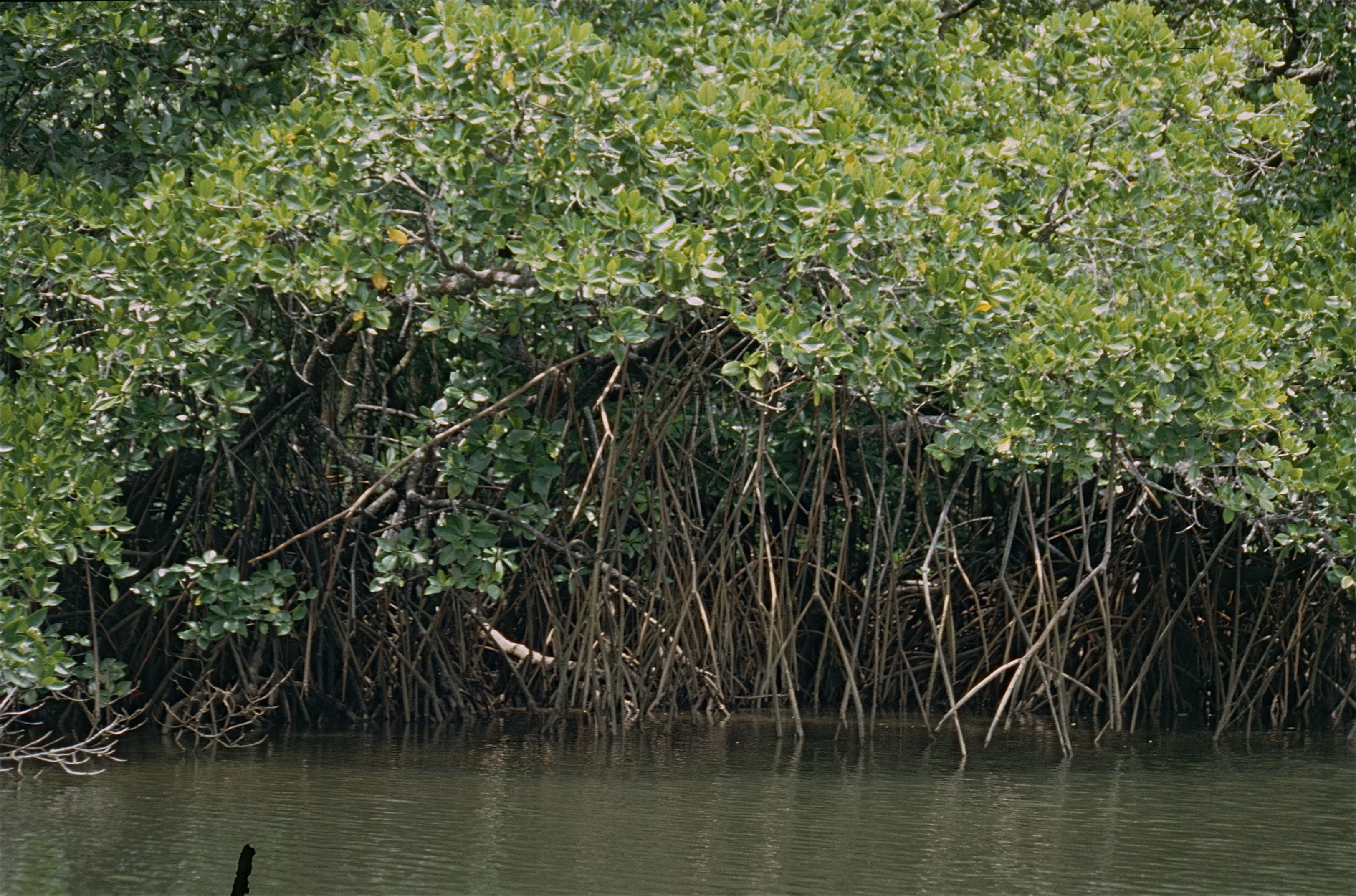
Повітряні корені
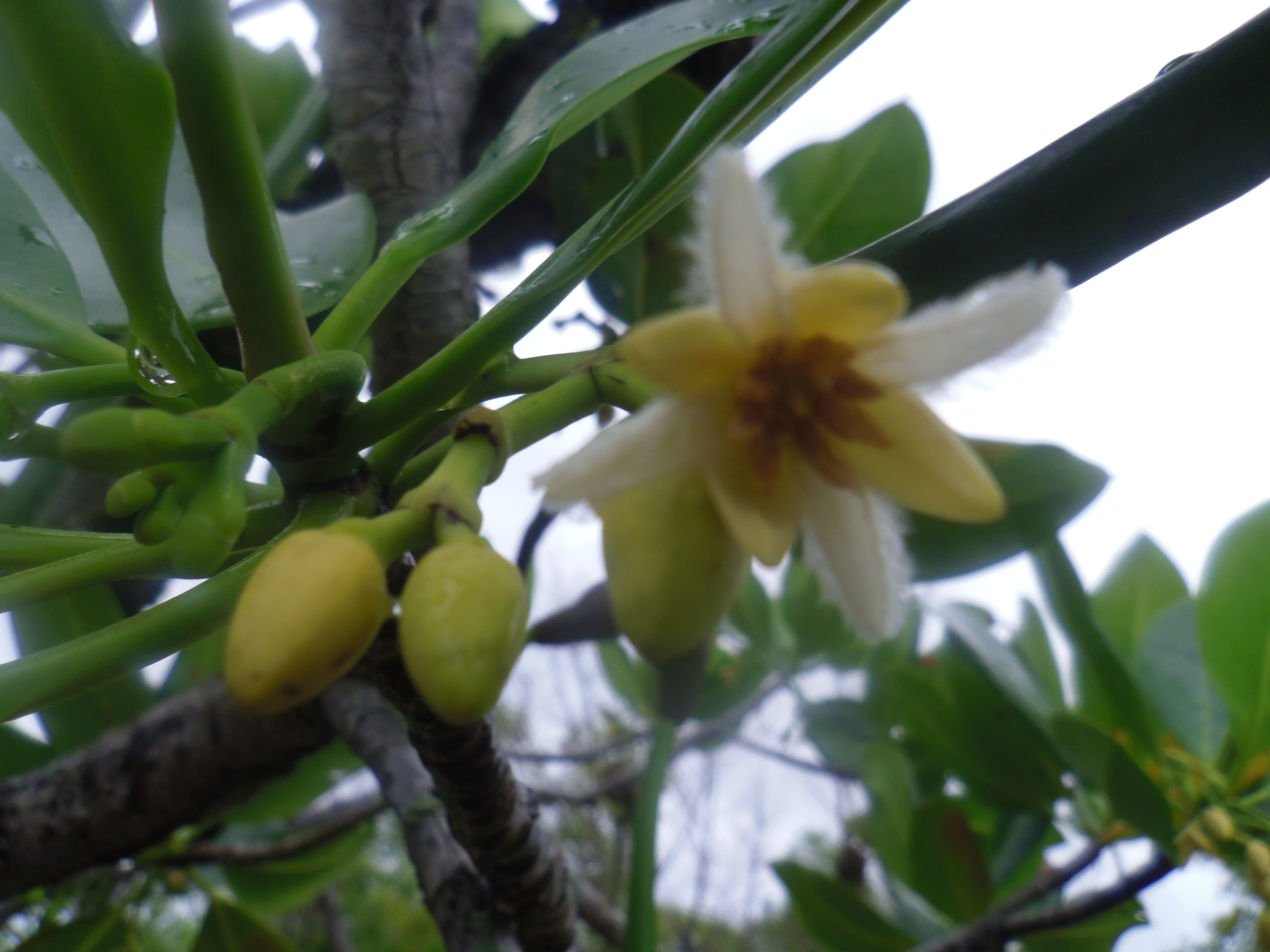
Квітка і плід
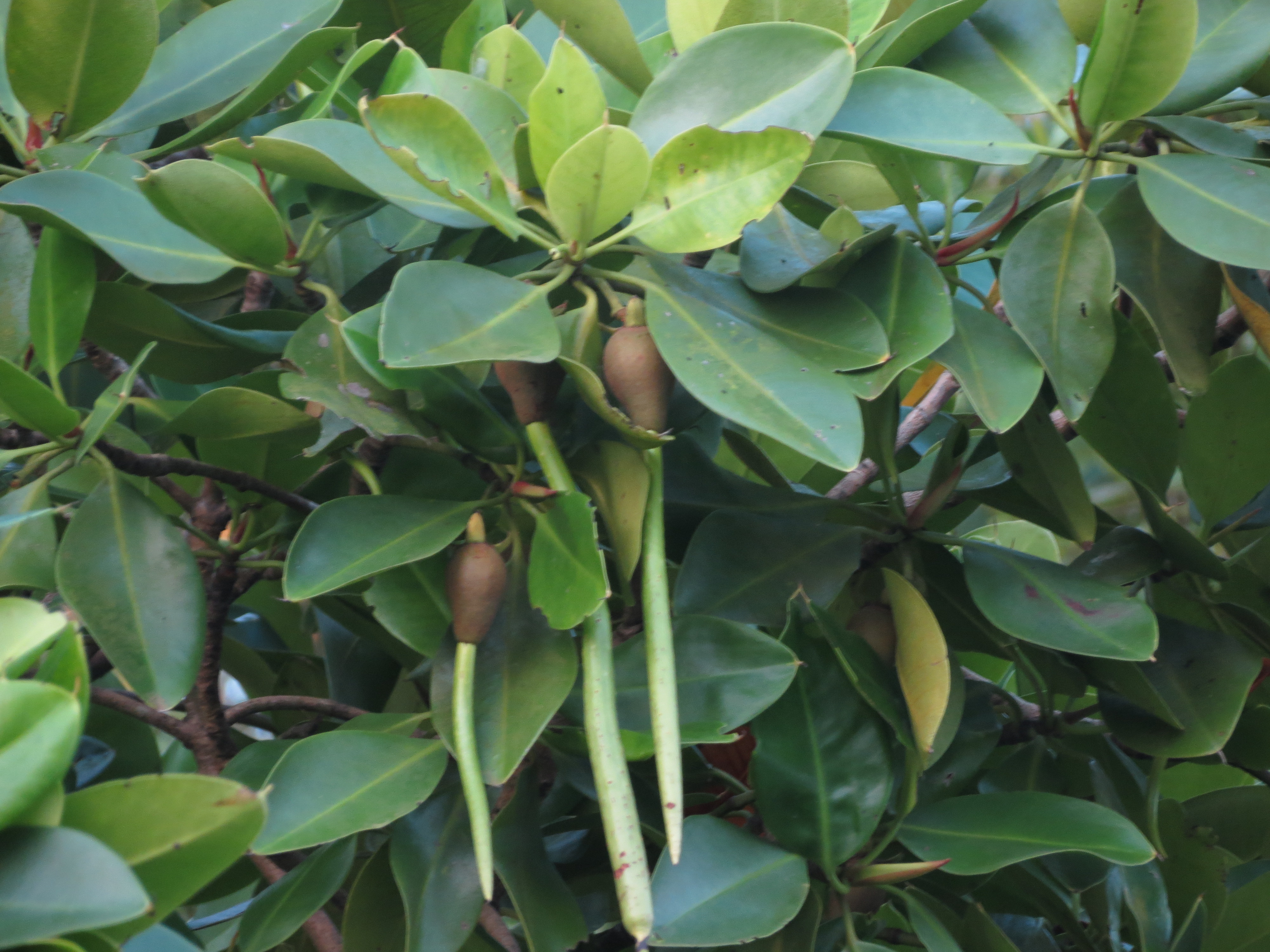
Плоди зі сходами[ru]
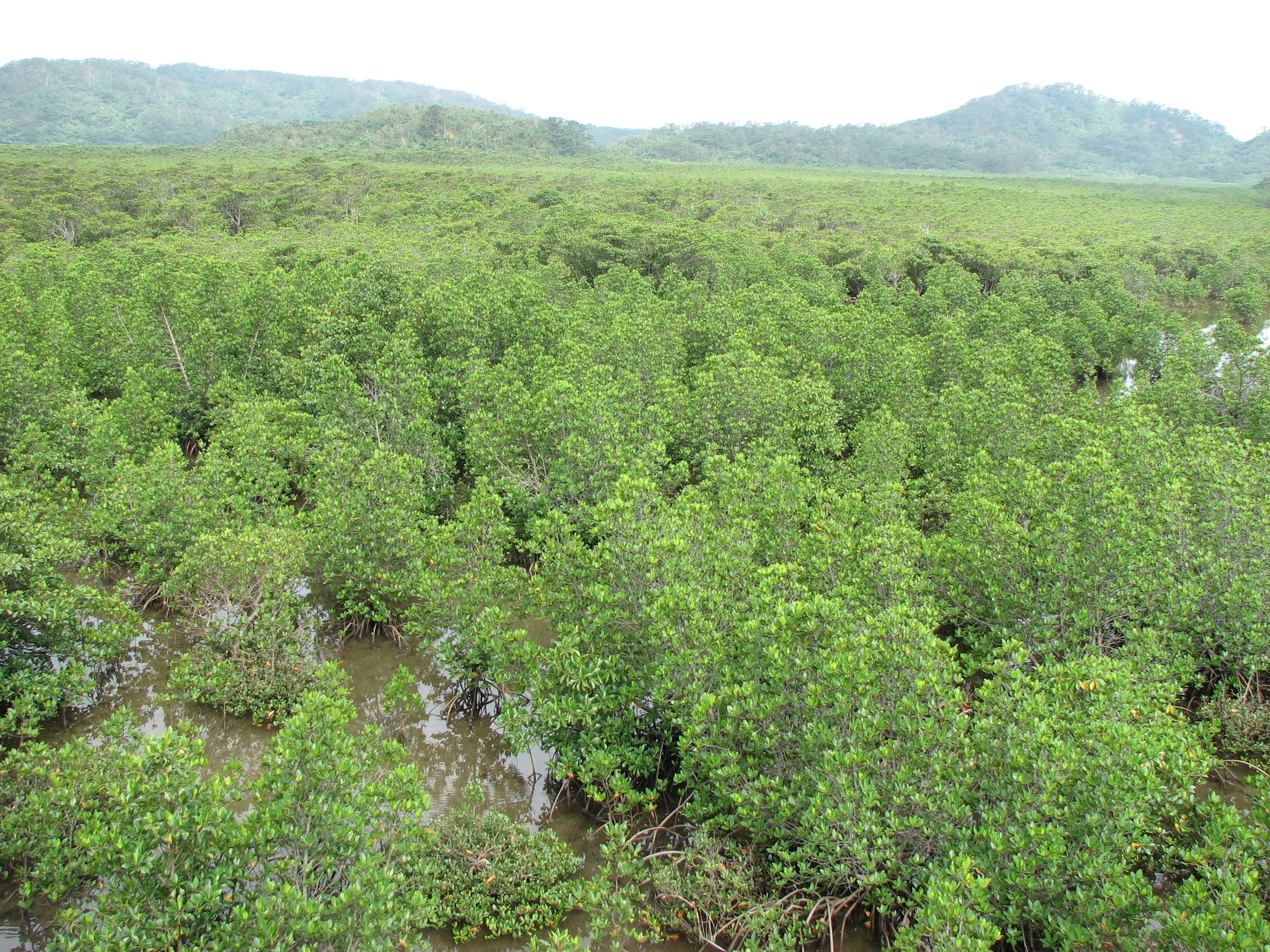
Мангровий ліс на острові Іріомоте. Японія

## Місця зростання
Утворює переважно чисті щільні деревостої з зовнішнього боку мангрових лісів, у нижній частині припливно-відпливної зони, в місцях, щодня затоплюваних високими припливами і з відчутним впливом прибою. Широко розповсюджена у Східній півкулі по берегах Індійського океану і західної частини Тихого океану. На багатьох узбережжях Індійського океану є єдиним представником роду різофора, співіснуючи з бругієрою і церіопсом. В індомалайському регіоні росте переважно в суміші з видами Rhizophora apiculata і Rhizophora stylosa, при цьому, при просуванні на схід, її присутність у мангровому деревостої стає все менш помітною.
В Південній Азії росте на території держав Бангладеш, Бруней, Камбоджа, Тайвань, Японія, Індія, Індонезія, Малайзія, М'янма, Пакистан, Сингапур, Таїланд, Шрі-Ланка, Філіппіни і на півдні В'єтнаму. В Австралазії ареал захоплює північний схід Австралії, країни Федеративні Штати Мікронезії, Палау, Папуа Нова Гвінея, Соломонові острови, Вануату. У Східній Африці і на Близькому Сході зустрічається в Єгипті, Еритреї, Ірані, Кенії, на Мадагаскарі, Мальдівах, Маврикії, Сейшелах, у Мозамбіку, Саудівській Аравії, Сомалі, Судані, Танзанії, Ємені, Омані, ОАЕ і в ПАР.

## Використання
Деревина цінується як конструкційний матеріал, також використовується як паливо у вигляді дров та деревного вугілля. Наявний в корі танін використовується у медицині. Висаджується вздовж ставків для захисту їхніх берегів. У межах свого ареалу є переважним видом при лісовідновленні мангрів.